# Serik Sapiyev
Serik Sapiyev (en ukrainien : Серик Жумангалиевич Сапиев, transcription française : Serik Zhumangaliyevitch Sapiyev) est un boxeur kazakh né le 16 novembre 1983 à Abay (oblys de Karaganda).

## Carrière
Il remporte la médaille d'or aux championnats du monde de Mianyang en 2005 et de Chicago en 2007 dans la catégorie super-légers puis boxe dans la catégorie supérieure. Sapiyev décroche alors la médaille d'argent aux championnats du monde de Milan en 2009 puis celle d'argent à Bakou en 2011 et le titre olympique à Londres en 2012 ainsi que le trophée Val Barker de meilleur boxeur lors de cette compétition.